# Tiếng Nam Jutland
Tiếng Nam Jutland (tiếng Nam Jutland: Synnejysk; tiếng Đan Mạch: Sønderjysk; tiếng Đức: Südjütisch hoặc Plattdänisch) là một phương ngữ của tiếng Đan Mạch. Tiếng Nam Jutland được nói ở Schleswig (tiếng Đức Schleswig), còn gọi là Nam Jutland (Sønderjylland), ở cả hai phía của biên giới giữa Đan Mạch và Đức.